# Kappa d'Àries
Kappa d'Àries (κ Arietis) és una estrella binària de la constel·lació d'Àries. Està aproximadament a 187 anys llum de la Terra.
Kappa d'Àries és una binària espectroscòpica que es classifica com a nana de la seqüència principal blanca del tipus A de la magnitud aparent +5,03. El període orbital de la binària és de 15,29 dies.